# Технология на отглеждане на културни растения
Технологията на отглеждане на всяка култура се състои от технологични звена, а звената – от технологични елементи.
Основни технологични звена от технологиите за отглеждане на полски култури:
1. Място в сеитбообращението;
2. Обработка на почвата;
3. Торене;
4. Сеитба (и засаждане);
5. Растителна защита;
6. Специфични грижи през вегетацията;
7. Прибиране.

Елементите на технологичните звена при отглеждане на всяка култура са различни, поради което всяка култура има специфична технология на отглеждане (ТО).

## Технологии на отглеждане
- ТО на пшеница
- ТО на слънчоглед
- ТО на сорго
- ТО на тютюн